# 장자 (책)

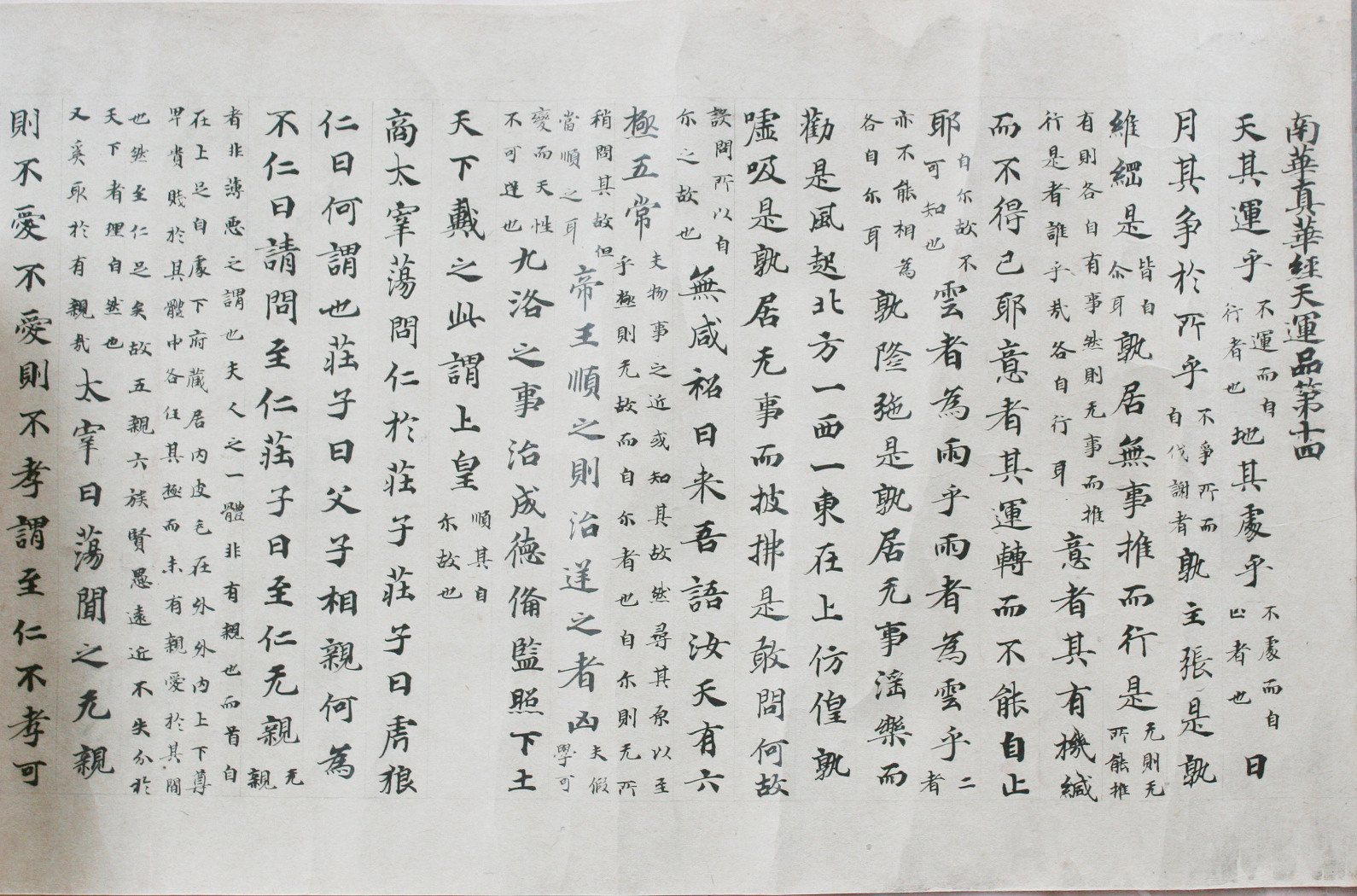

《장자》는 도가 계열의 책으로 여러 사람의 글들을 편집한 것이다. 33편이 현존하며, 내편(內編), 외편(外編), 잡편(雜編)으로 나뉘는데, 전통적으로 장자 자신이 이 책의 내편을 썼고, 그의 제자와 같은 계열의 철학자들이 외편과 잡편을 썼다고 본다. 장자 자신이 어느 부분을 직접 저술했다는 명백한 증거는 찾기 어려우나, 내편의 〈소요유(逍遙游)〉, 〈제물론(齊物論)〉, 〈대종사(大宗師)〉편이 장자 자신의 사상을 보여주는 것으로 분석된다. 현존하는 《장자》 33편 중, 내편 7편이 장자의 저술이며 나머지는 문하생들이 지은 것이라 한다.

## 《장자》에 나타난 철학 사상
장자에 따르면, 우리의 삶은 유한하나 인식할 수 있는 것은 무한하며, 유한으로 무한을 추구하는 것은 어리석다. 우리의 언어, 인식 등은 자신의 관점에 치우쳐 있기 때문에, 우리가 내린 결론이 모든 것에 대해 동등하게 옳다고 단정할 수는 없다. 장자의 사상은 다문화주의 및 가치 체계에 대한 상대주의의 선구로 볼 수 있다. 그의 다원주의는, 삶이 좋고 죽음이 나쁘다는 전제처럼 (인간 생활 영위의 기반이 되는) 실용적 명제에 대한 의심으로까지 나아간다. 외편 〈지락(至樂)〉편의 한 우화에서 장자는 노상에서 죽은 해골을 보고 슬퍼하지만, 정작 해골은 "죽음이 나쁘다는 것을 어찌 알 수 있는가?"라고 반박한다. 〈제물론〉편의 다른 글에서 화자는 미의 절대적 기준은 없다고 지적한다.
모장과 여희는 사람들이 미녀라고 여기지만, 물고기가 본다면 물 속으로 깊이 숨을 것이며, 새가 본다면 공중으로 날아가 버릴 것이며, 사슴이 본다면 멀리 달아나 버릴 것이다. 이 넷 중, 누가 세계의 진정한 아름다움을 아는 것일까?
그러나, 이 주관론은 "물고기의 즐거움"(魚之樂)이라 불리는 다음 유명한 우화에서 보듯이 일종의 감각적 전체론으로 균형을 잡고 있다.
장자와 혜자가 강둑에서 산책하고 있었을 때, 장자가 말했다. "피라미가 밖으로 나와 즐겁게 헤엄치니, 저것이 물고기의 진정한 즐거움이겠지."
혜자가 말했다. "자네는 물고기가 아닌데, 어떻게 물고기의 즐거움을 아는가?"
장자가 말했다. "자네는 내가 아닌데, 어떻게 내가 물고기의 즐거움을 모른다는 것을 아는가?"
혜자가 말했다. "나는 자네가 아니기 때문에 자네가 무얼 아는 지 몰라. 마찬가지로, 자네도 물고기가 아니니, 자네는 물고기의 즐거움을 모르네."
장자가 말했다. "처음으로 돌아가 다시 생각해 보세. 자네는 물고기의 즐거움을 내가 어떻게 아느냐고 물었지. 이 질문을 했을 때, 자네는 이미 내가 물고기의 즐거움을 안다는 것을 전제하고 있었어. 나는 이 강가에 서서 물고기의 즐거움을 알게 되었지." (외편 〈추수〉편)
장자의 철학은 중국 불교, 특히 선종에 많은 영향을 주었다.

## 《장자》의 문학적 의미
《장자》 속의 이야기는 대개 우언(寓言)의 형태를 띠고 있어, 해석의 여지를 남겨 두고 있다. 이야기들은 대개 역사적인 사실과는 거리가 멀며 읽을 때마다 다른 느낌을 받게 한다. 뛰어난 우언으로 장주호접(莊周胡蝶), 혼돈개규(混沌開竅), 포정해우(庖丁解牛) 등이 있다. 장자의 작품은 선진(先秦) 시대의 대표적 작품으로 인정받고 있다.
《장자》에 나오는 가장 유명한 이야기 중 하나는 내편 <제물론>편에 나오는 장주호접 또는 호접지몽(胡蝶之夢)에 대한 것이다. 어느 날 장자가 근심 없는 나비가 되어 즐겁게 날아다니는 꿈을 꿨다. 잠에서 깨어난 후 장자는 자신이 나비가 된 꿈을 꿨는지, 나비가 장자가 된 꿈을 이제 꾸기 시작했는지 분간하기 어려웠다는 이야기이다. '내가 존재한다는 것을 어떻게 알 수 있는가'라는 데카르트의 유명한 문제처럼, 이 우화는 심리학, 언어학, 인식론 상의 여러 문제를 제기한다.

## 같이 보기
- 제물론편(齊物論篇)
- 나비의 꿈(胡蝶之夢, 호접지몽)